# Dassault Mercure 100
Pour les articles homonymes, voir Mercure.
Dimensions
Le Dassault Mercure 100 est un avion de ligne fabriqué par le constructeur aéronautique Dassault. Entre 1973 et 1980, les études de marché font apparaître l'existence d'un marché potentiel de 1 500 appareils court-courrier de 130 à 150 passagers. Le programme Mercure est alors officiellement lancé en avril 1969. Toutefois, l'avion ne répond pas aux attentes de compagnies aériennes et seuls dix appareils seront vendus, tous à Air Inter.

## Développement
La fabrication de cet avion à fuselage étroit, effectuée sous la maîtrise d'œuvre de Dassault Aviation, est répartie entre Fiat (Italie), la CASA (Espagne), l'ADAP (Belgique), la Fabrique fédérale d'avions FW d'Emmen (Suisse) et Canadair (Canada). L'assemblage final est effectué par la société Dassault, à Mérignac pour le prototype et, à Istres, pour les avions de série dans une usine spécialement construite à cet effet sur un terrain de 33 hectares et 45 000 m2 de bâti. C'est le premier grand programme européen de coopération aéronautique civile qui préfigure les futures grandes opérations de coopération comme celle d'Airbus.
Pour permettre la construction en série, la société Dassault crée, à la demande de la DATAR, quatre nouvelles usines : Martignas, Poitiers, Seclin et Istres.
Le prototype du Mercure 100 réalise son premier vol à Mérignac, le 28 mai 1971, avec un équipage composé de Jean Coureau, Jérôme Résal et Gérard Joyeuse. Le 2 juin 1971, quatre jours après son premier vol, il est présenté au Salon du Bourget.

## Mise en service
Le 30 janvier 1972, la compagnie aérienne Air Inter commande 10 appareils. Le premier avion de série fait son vol initial le 19 juillet 1973. La certification civile DGAC est obtenue le 12 février 1974.
Malgré l'intérêt accordé par plusieurs compagnies aériennes américaines, la vente de l'appareil se limite à la seule société française Air Inter. Le programme ne démarre pas, il est victime de la conjonction du premier choc pétrolier, des dévaluations du dollar, de l'inflation en Europe et de la préférence des compagnies aériennes pour un avion polyvalent court/moyen-courrier. L'avion est également pénalisé par sa motorisation : les moteurs Pratt & Whitney qui l'équipent sont relativement anciens, ils sont bruyants et consomment trop. Enfin, il est handicapé par un mouvement de lacet très sensible aux places arrière, les rendant particulièrement inconfortables. Ce mouvement combiné de lacet et de roulis est aussi appelé roulis hollandais, car il avait été un problème rencontré par Fokker. Pour le reste, le Mercure 100 est similaire au Boeing 737 mais plus rapide.
Le Mercure était apprécié par les pilotes pour sa bonne réactivité et aussi par les contrôleurs aériens pour sa capacité à perdre très rapidement de l'altitude en cas de besoin. On disait avec humour qu'il était l'avion civil qui avait la plus grande vitesse en piqué ! Pour les passagers, il était plus inconfortable que la Caravelle, car la moindre turbulence était ressentie.
Finalement, seuls dix Mercure 100 sont fabriqués. La chaîne de montage est arrêtée le 19 décembre 1975. Dassault tentera pendant quelques années de relancer le projet, en contactant des firmes américaines pour leur proposer de produire l'appareil sous licence, et surtout en lançant le projet Mercure 200, qui devait avoir un fuselage allongé et des moteurs CFM56 à bien meilleur rendement. Le projet ne fut jamais mené à bien, mais selon certaines rumeurs les plans furent cédés à Aérospatiale et inspirèrent dans une certaine mesure la conception de l'Airbus A320.
Le 11 juillet 1983, Air Inter, satisfaite de l'exploitation de ses Mercure et désireuse d'un avion supplémentaire, commande la mise au standard du prototype Mercure 02 qui avait effectué son premier vol le 7 septembre 1972. Il est livré à Air Inter le 8 mars 1985 et devient le onzième appareil de sa flotte. Le 29 avril 1995, les deux derniers des onze Mercure en service sur le réseau d'Air Inter effectuent leur dernier vol ; l’un d'entre eux sera offert à l'École supérieure des métiers de l'aéronautique (ESMA). Un tronçon de fuselage d'un Mercure est stocké au hangar du Greta d'Armorique sur l'aérodrome de Morlaix.
Ce fut aussi le premier avion entièrement géré par une équipe féminine, lors d'un vol Paris-Nîmes en 1985.
À l'heure de leur retraite, le bilan des Dassault Mercure est éloquent : 360 000 heures de vol, 44 millions de passagers transportés en 440 000 vols, sans accident, avec une régularité de service de 98%.
Un exemplaire peut être visité au Musée des Techniques de Spire, en Allemagne.

## Galerie photos

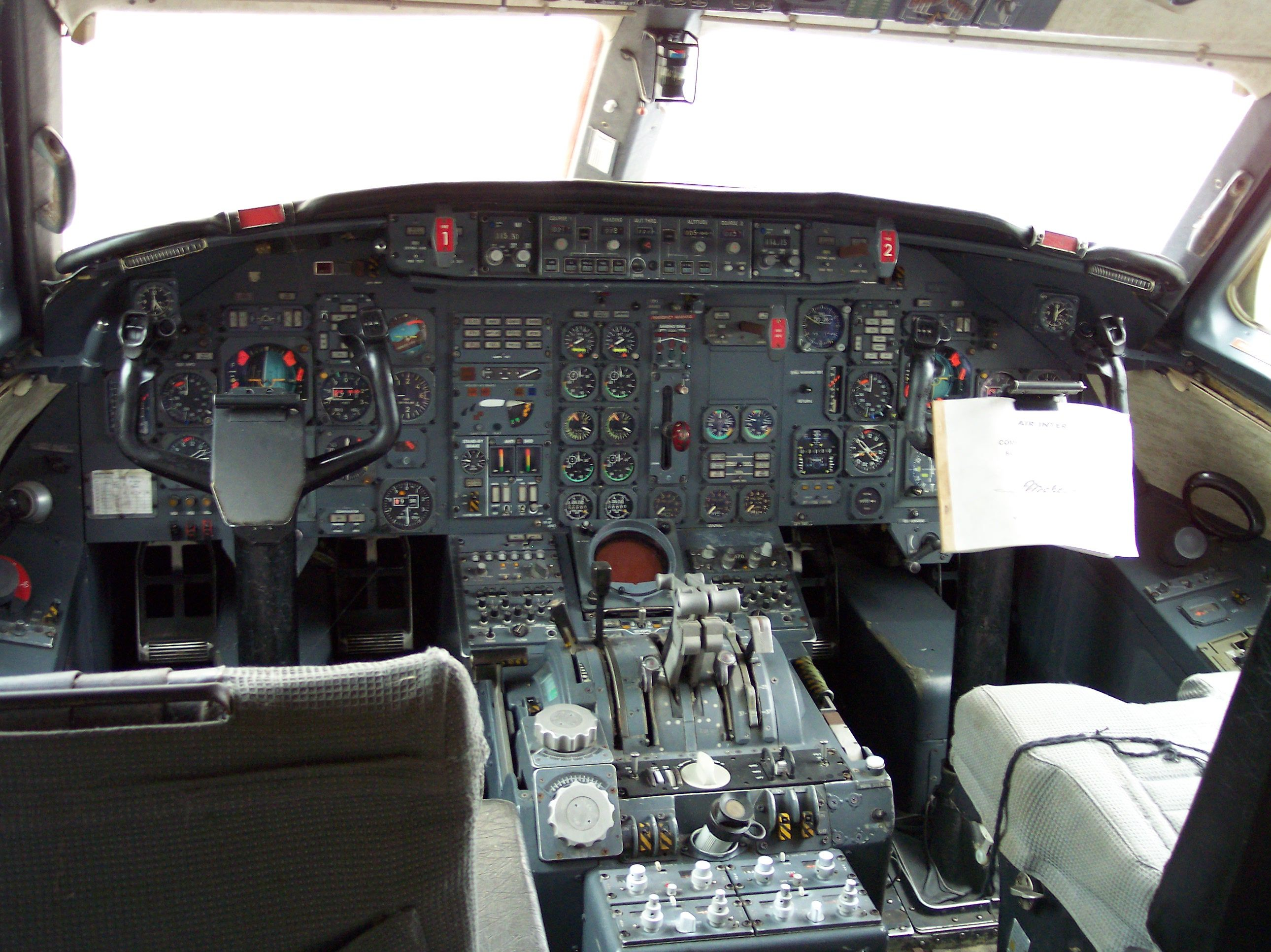
Poste de pilotage.
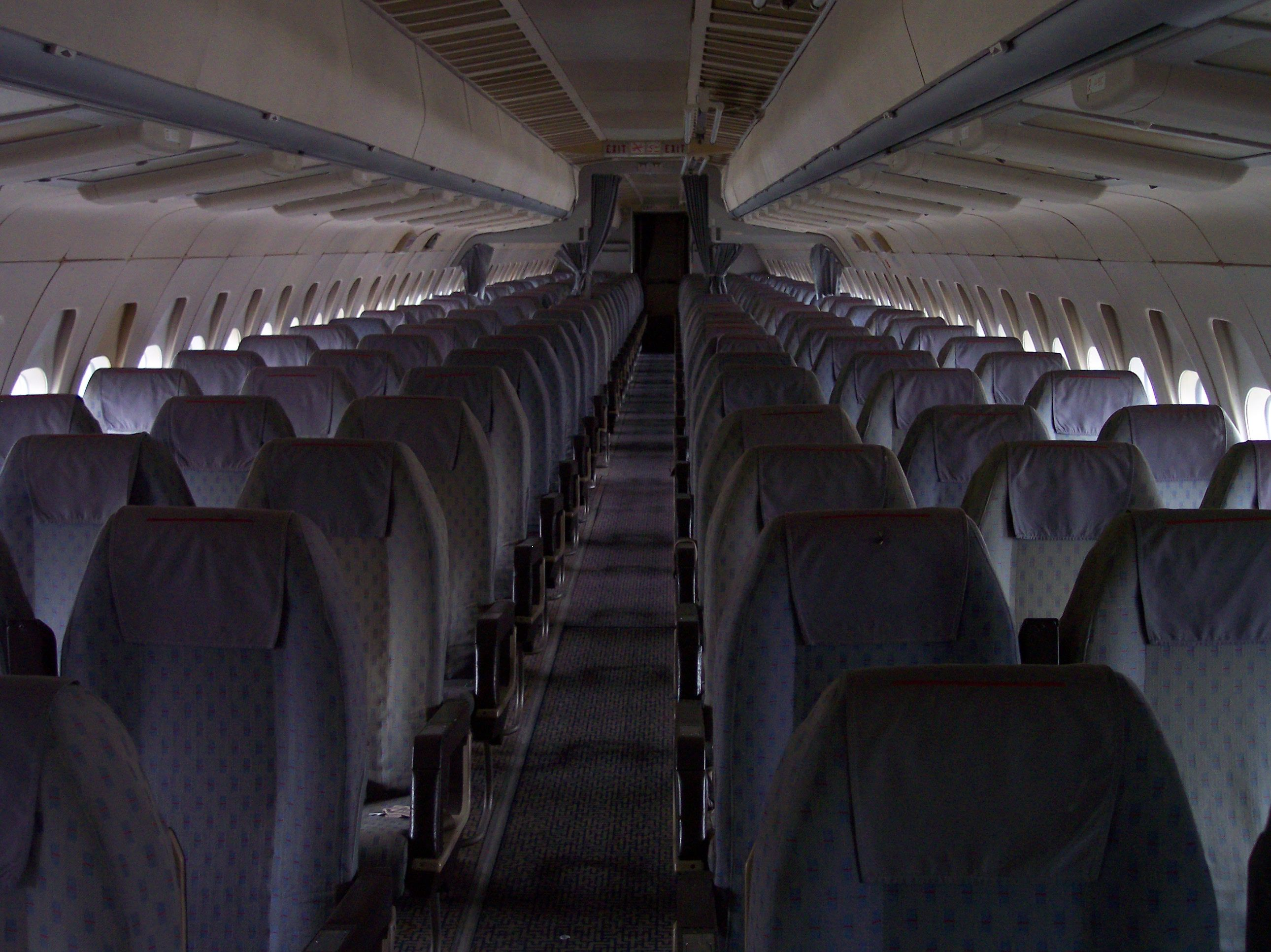
La cabine est légèrement plus large que celle du Boeing 737.
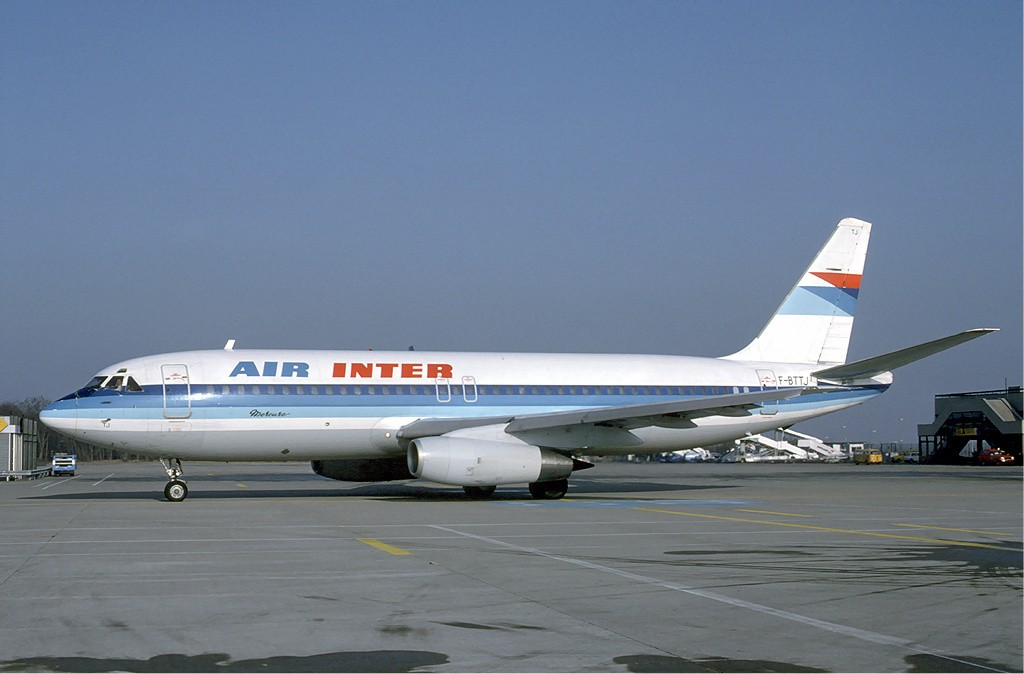
F-BTTJ à l'aéroport de Bâle en 1985.
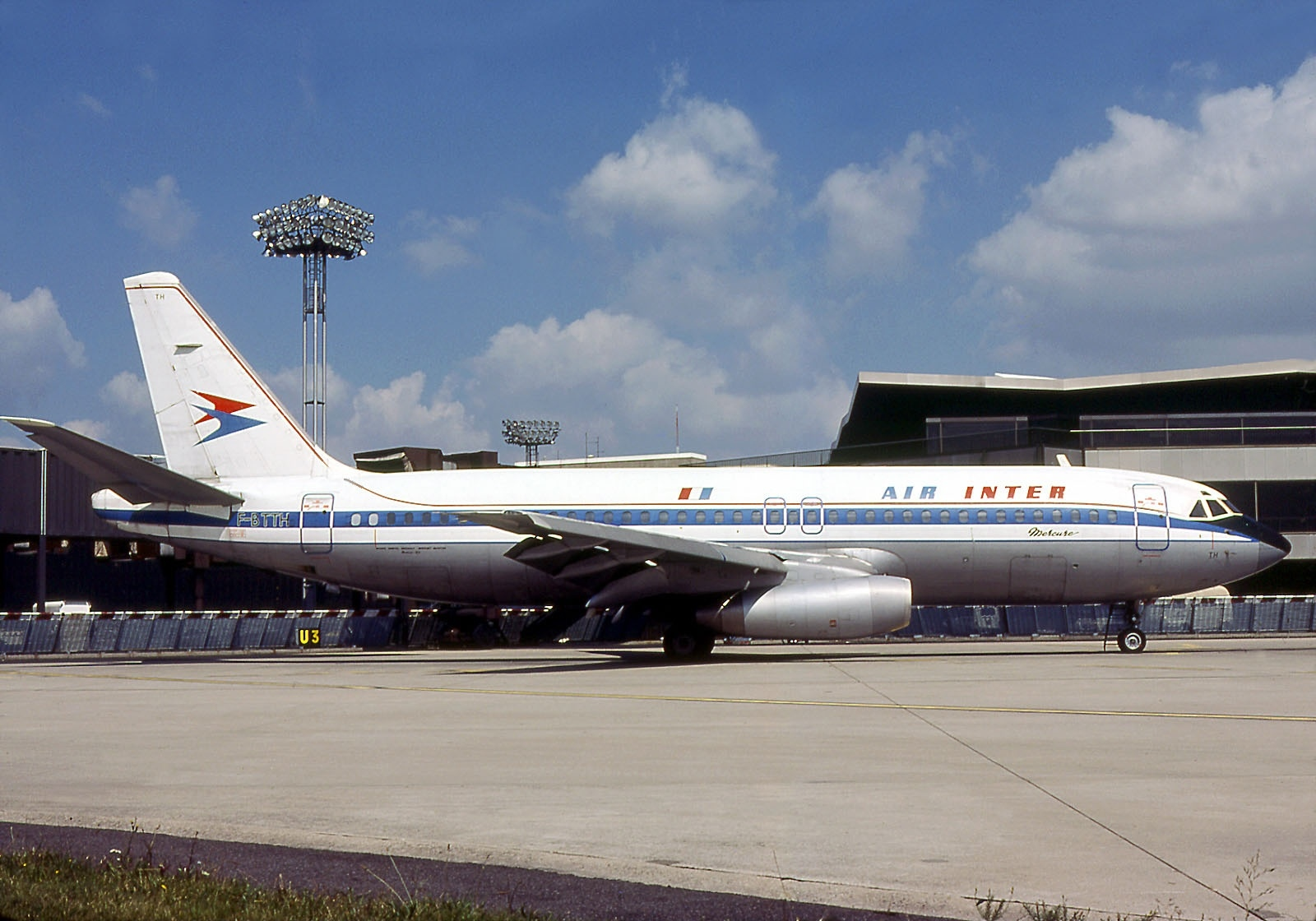
F-BTTH à Paris Orly en 1978.
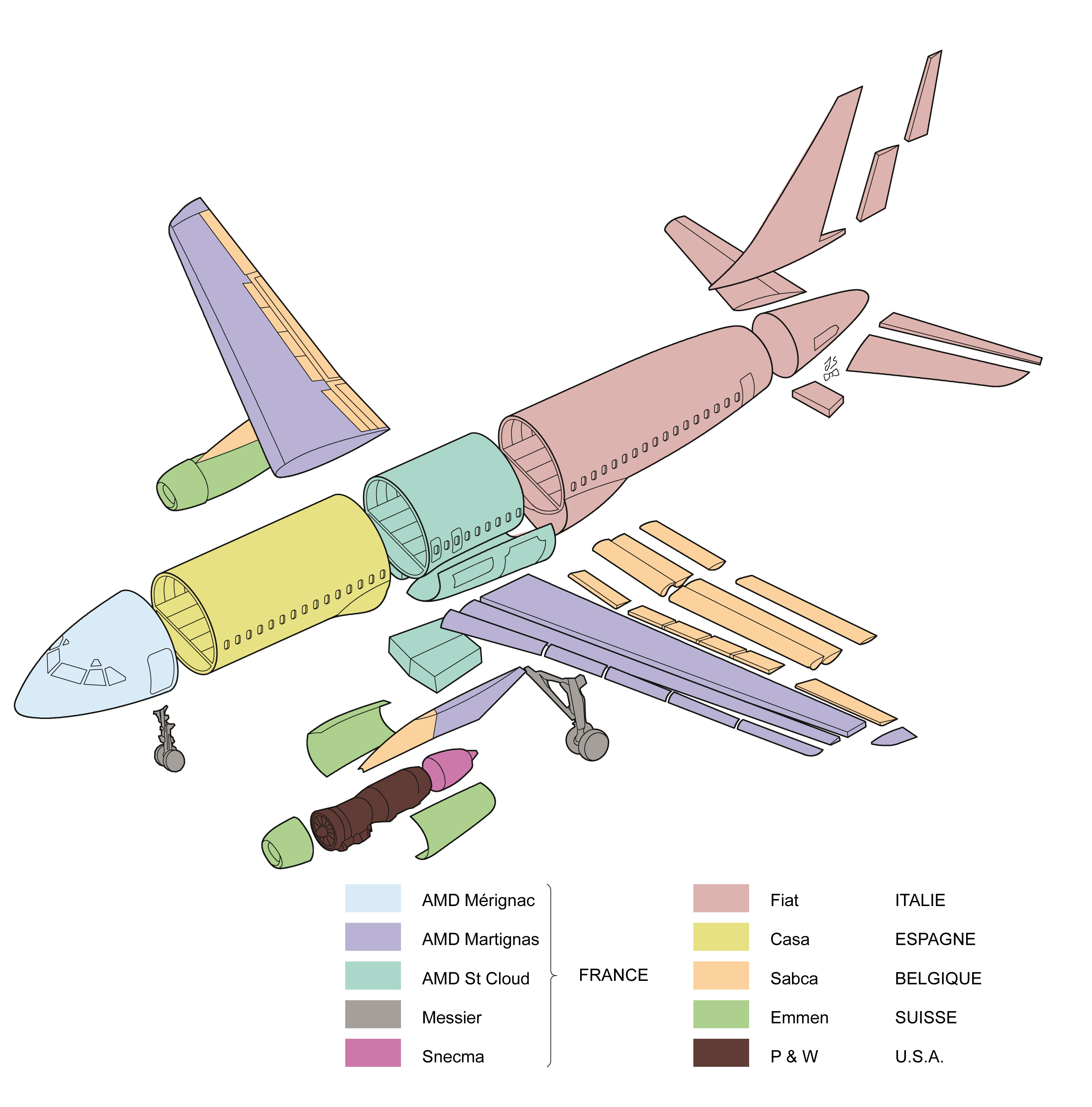
Diagramme des différents sites de production.

## Dans la culture populaire
Un Mercure (immatriculé F-BTTD) apparaît dans le film La Faute à Voltaire, sorti en 2000.